# Operatie Anklet
Operatie Anklet was de codenaam voor een Britse commandoraid op Moskenesøya, een eiland bij Lofoten in Noorwegen, door 223 man van No.12 Commando, ondersteund door 77 commando's van de Noorse Linge-compagnie. De operatie was een onderdeel van Operatie Archery.

## Geschiedenis
Een oorlogsvloot van 22 schepen, waaronder de kruiser HMS Arethusa en acht torpedobootjagers, zetten op 26 december 1941 de commando's af bij Moskenesøya. Het Duitse garnizoen werd overrompeld, omdat ze op dat moment Kerstmis vierden. De commando's vernielden de visoliefabriek en diverse radiostations. Ook werden twee Noorse vrachtschepen veroverd en werd een Duits patrouilleboot tot zinken gebracht, nadat ze de Enigma (codeermachine) en de bijbehorende codes hadden gepakt.
Op 27 december werd de HMS Arethusa beschadigd door Duitse luchtaanvallen en werd de operatie afgebroken.
De operatie was zeer succesvol omdat geen enkel slachtoffer viel aan de geallieerde zijde. De commando's namen verder 29 Duitse krijgsgevangenen en 200 Noorse vrijwilligers mee voor de Vrije Noorse troepen.